# Кровь Зевса
«Кровь Зевса» (англ. Blood of Zeus) — американский мультипликационный сериал, созданный Чарли и Власом Парлапанидесами для Netflix . Премьера первого сезона была 27 октября 2020 года . В декабре 2020 года сериал был продлен на второй сезон.

## Сюжет
Сюжет развивается в мире древнегреческой мифологии. Главный герой — Херон, полубог, сын Зевса, пытающийся спасти землю и Олимп от разрушения демонов. Сюжет не основан на каком-либо древнегреческом мифе, но следует образцу и имеет последовательность. 
- рон
- Джейсон О’Мара — Зевс
- Клаудия Кристиан — Гера
- Элайас Туфексис — Сераф
- Мэми Гаммер — Электра
- Крис Диамантопулос — Эвиос
- Джессика Хенвик — Алексия
- Мелина Канакаредес — Ариана
- Мэттью Мерсер — Гермес
- Адетокумбох М’Кормак — Кофи
- Адам Кроусделл — Аполлон

## Список эпизодов

### Сезон 1 (2020)
| № | Название                                | Режиссёр        | Автор сценария                         | Дата премьеры   |
| - | --------------------------------------- | --------------- | -------------------------------------- | --------------- |
| 1 | «Призыв к оружию» «A Call to Arms»      | Шаунт Нигогосян | Чарли Парлапанидес и Влас Парлапанидес | 27 октября 2020 |
| 2 | «Прошлое это начало» «Past Is Prologue» | Шаунт Нигогосян | Чарли Парлапанидес и Влас Парлапанидес | 27 октября 2020 |
| 3 | «Рейд» «The Raid»                       | Шаунт Нигогосян | Чарли Парлапанидес и Влас Парлапанидес | 27 октября 2020 |
| 4 | «Рождение монстра» «A Monster Is Born»  | Шаунт Нигогосян | Чарли Парлапанидес и Влас Парлапанидес | 27 октября 2020 |
| 5 | «Уходи или умри» «Escape or Die»        | Шаунт Нигогосян | Чарли Парлапанидес и Влас Парлапанидес | 27 октября 2020 |
| 6 | «Назад на Олимп» «Back to Olympus»      | Шаунт Нигогосян | Чарли Парлапанидес и Влас Парлапанидес | 27 октября 2020 |
| 7 | «Поля смерти» «The Fields of the Dead»  | Шаунт Нигогосян | Чарли Парлапанидес и Влас Парлапанидес | 27 октября 2020 |
| 8 | «Война за Олимп» «War for Olympus»      | Шаунт Нигогосян | Чарли Парлапанидес и Влас Парлапанидес | 27 октября 2020 |

### Сезон 2 (2024)
| №  | Название                             | Режиссёр                   | Автор сценария                         | Дата премьеры |
| -- | ------------------------------------ | -------------------------- | -------------------------------------- | ------------- |
| 9  | «Возникает тень» «A Shadow Emerges»  | Джэ Хонг Ким и Джэ Ву Ким  | Чарли Парлапанидес и Влас Парлапанидес | 10 мая 2024   |
| 10 | «Весы и меры» «Weights & Measures»   | Джэ Хонг Ким и Джошуа Кови | Чарли Парлапанидес и Влас Парлапанидес | 10 мая 2024   |
| 11 | «Рождение зимы» «Winter is Born»     | Джэ Хонг Ким и Джэ Ву Ким  | Чарли Парлапанидес и Влас Парлапанидес | 10 мая 2024   |
| 12 | «Похоронные игры» «Funeral Games»    | Джэ Хонг Ким и Джошуа Кови | Чарли Парлапанидес и Влас Парлапанидес | 10 мая 2024   |
| 13 | «Судный день» «Judgement Day»        | Джэ Хонг Ким и Джэ Ву Ким  | Чарли Парлапанидес и Влас Парлапанидес | 10 мая 2024   |
| 14 | «Пересечение путей» «Crossing Paths» | Джэ Хонг Ким и Джошуа Кови | Чарли Парлапанидес и Влас Парлапанидес | 10 мая 2024   |
| 15 | «Скрытое царство» «The Hidden Realm» | Джэ Хонг Ким и Джэ Ву Ким  | Чарли Парлапанидес и Влас Парлапанидес | 10 мая 2024   |
| 16 | «Три испытания» «The Three Trials»   | Джэ Хонг Ким и Джошуа Кови | Чарли Парлапанидес и Влас Парлапанидес | 10 мая 2024   |

### Сезон 3 (2025)
| №  | Название                                        | Режиссёр                   | Автор сценария                         | Дата премьеры |
| -- | ----------------------------------------------- | -------------------------- | -------------------------------------- | ------------- |
| 17 | «Дыхание перед смертью» «A Breath Before Dying» | Джэ Хонг Ким и Джэ Ву Ким  | Чарли Парлапанидес и Влас Парлапанидес | 8 мая 2025    |
| 18 | «Выбор Аида» «Hades' Choice»                    | Джэ Хонг Ким и Джошуа Кови | Чарли Парлапанидес и Влас Парлапанидес | 8 мая 2025    |
| 19 | «Чемерица» «Hellebore»                          | Джэ Хонг Ким и Джэ Ву Ким  | Чарли Парлапанидес и Влас Парлапанидес | 8 мая 2025    |
| 20 | «Путешествие братьев» «Brothers' Journey»       | Джэ Хонг Ким и Джошуа Кови | Чарли Парлапанидес и Влас Парлапанидес | 8 мая 2025    |
| 21 | «Голова Менады» «The Head of the Maenads»       | Джэ Хонг Ким и Джэ Ву Ким  | Чарли Парлапанидес и Влас Парлапанидес | 8 мая 2025    |
| 22 | «Башня ветров» «The Tower of the Winds»         | Джэ Хонг Ким и Джошуа Кови | Чарли Парлапанидес и Влас Парлапанидес | 8 мая 2025    |
| 23 | «Земля мертвых» «Land of the Dead»              | Джэ Хонг Ким и Джэ Ву Ким  | Чарли Парлапанидес и Влас Парлапанидес | 8 мая 2025    |
| 24 | «Вызов чемпиона» «A Champion's Challenge»       | Джэ Хонг Ким и Джошуа Кови | Чарли Парлапанидес и Влас Парлапанидес | 8 мая 2025    |